# Jack Noseworthy
Jack Noseworthy (* 21. Dezember 1969 in Lynn, Massachusetts) ist ein US-amerikanischer Schauspieler und Musicaldarsteller.

## Leben
Jack Noseworthy wurde am 21. Dezember 1969 in Lynn im US-Bundesstaat Massachusetts geboren, wo er auch aufwuchs. Als Teenager trat der dem US-Ensemble von Cats bei und wirkte dann in verschiedenen Produktionen in New York mit. Er studierte am Boston Conservatory und schloss dort mit einem Bachelor of Fine Arts ab. Er übernahm zunächst verschiedene kleinere Rollen in Filmen, bis er 1994 einen Auftritt in Bon Jovis Musikvideo Always hatte. Seither spielt Noseworthy immer wieder in Filmen mit, besonders häufig arbeitete er bisher mit Regisseur Jonathan Mostow zusammen (er hatte unter anderem einen kurzen Cameo-Auftritt in Terminator 3 – Rebellion der Maschinen, der jedoch im endgültigen Film herausgeschnitten wurde).
Neben seinen Filmrollen tritt Noseworthy regelmäßig in Musicals auf, so spielte er kurzzeitig die Rolle des Armand in der von Elton John und Bernie Taupin geschriebenen Musicalfassung Lestat von Anne Rice’ Chronik der Vampire. Noseworthy ist mit dem US-amerikanischen Choreografen Sergio Trujillo verheiratet und hat einen Sohn.

## Filmografie
- 1992: Steinzeit Junior (Encino Man)
- 1993: Überleben! (Alive)
- 1994: Wird Annie leben? (A Place for Annie)
- 1994: Dead at 21 – Tödliche Träume (Dead at 21)
- 1994: 36 Tage Terror (S.F.W.)
- 1995: Die Brady Family (The Brady Bunch Movie)
- 1996: Nichts als Trouble mit den Frauen (Mojave Moon)
- 1996: Barb Wire – Flucht in die Freiheit (Barb Wire)
- 1996: Der große Stromausfall – Eine Stadt im Ausnahmezustand (The Trigger Effect)
- 1997: Breakdown
- 1997: Event Horizon – Am Rande des Universums (Event Horizon)
- 1999: Ich weiß noch immer, wo sie begraben ist (What We Did That Night)
- 1999: Die Killerhand (Idle Hands)
- 1999: The Sterling Chase
- 2000: U-571
- 2000: Cecil B. (Cecil B. DeMented)
- 2002: Undercover Brother
- 2002: Wer tötete Viktor Fox? (Unconditional Love)
- 2004: Poster Boy
- 2005: Elvis
- 2006: Phat Girlz
- 2008: Pretty Ugly People
- 2009: Surrogates – Mein zweites Ich (Surrogates)
- 2014: Julia – Blutige Rache

### Gastauftritte
- 1999: Outer Limits – Die unbekannte Dimension (The Outer Limits)
- 2000: The District – Einsatz in Washington (The District)
- 2002: Für alle Fälle Amy (Judging Amy, 4 Folgen)
- 2003: Crossing Jordan – Pathologin mit Profil (Crossing Jordan)
- 2003: Law & Order: New York (Law & Order: Special Victims Unit)
- 2004: Wild Card
- 2006: CSI: Den Tätern auf der Spur (CSI: Crime Scene Investigation)
- 2006: Law & Order
- 2014: The Lottery
- 2015: Law & Order: Special Victims Unit